# The Omen (2006)
The Omen ou The Omen 666 é uma filme de terror estadunidense de 2006 dirigido por John Moore e estrelado por Liev Schreiber, sendo um remake do clássico de 1976.

## Sinopse
Robert Thorn é um diplomata americano de sucesso que reside na Itália, mas quando vê seu filho natimorto, decide adotar uma criança órfã e esconder o incidente de sua esposa Katherine. Tudo vai bem até a criança completar cinco anos de idade. A partir deste momento, Robert e Katherine passam a acreditar que seu filho pode realmente ser o anticristo. 

## Elenco
| Ator                     | Personagem          |
| ------------------------ | ------------------- |
| Liev Schreiber           | Robert Thorn        |
| Julia Stiles             | Katherine Thorn     |
| Seamus Davey-Fitzpatrick | Damien Thorn        |
| David Thewlis            | Keith Jennings      |
| Mia Farrow               | Sra. Baylock (babá) |
| Pete Postlethwaite       | Padre Brennan       |
| Michael Gambon           | Bugenhagen          |